# 니시 다이고
니시 다이고(일본어: 西 大伍, 1987년 8월 28일 ~ )는 일본의 축구 선수로, 포지션은 풀백과 미드필더를 소화한다. 2023년 현재 홋카이도 콘사돌레 삿포로에서 이와테 그루자 모리오카로 임대되어 활약하고 있다.

## 구단 경력

### 유소년기
니시 다이고는 홋카이도 콘사돌레 삿포로의 연령별 유소년팀을 거쳤다. 유스팀 시절 그는 공격형 미드필더와 수비형 미드필더를 오가며 활약했다. 2005년 전일본 유소년 챔피언십에서 준우승을 차지하였다.

### 콘사돌레 삿포로
2006 시즌을 앞두고, 니시 다이고는 고향의 프로팀 콘사돌레 삿포로의 1군 팀에 입단하였다. 그러나 프로 첫 시즌에는 출장 기회를 부여 받지 못했다. 2007 시즌 에히메 FC를 상대로 프로 무대 첫 득점을 기록하였다. 시간이 흐르며 니시 다이고는 미드필더에서 오른쪽 윙백으로 포지션을 점점 변경하며 적응해 나갔다.

### 알비렉스 니가타
2010 시즌 알비렉스 니가타로 1년 임대되었다. 니시 다이고는 니가타에서 미드필더 교체 멤버로 활용되기 시작하였다. 그러나 점점 출장 기회를 많이 받게 되었고, 니가타에서도 오른쪽 윙백으로 크게 활용되었다.

### 가시마 앤틀러스
2011 시즌을 앞두고 니시 다이고는 일본의 명문팀 가시마 앤틀러스로 완전 이적에 합의하였다. 니시 다이고는 이 때 처음으로 연맹에 수비수로 등록되었다.

## 국가대표팀 경력
그는 2011년 6월 1일 페루과의 경기에서 일본 국가대표팀에 데뷔했다. 그는 2019년까지 국제 A매치 통산 2경기에 출전했다.

## 통계

### 구단
2017년 12월 2일 기준
| 선수 기록  | 선수 기록       | 선수 기록  | 리그 | 리그 | FA컵 | FA컵 | 리그컵 | 리그컵 | 대륙대회 | 대륙대회 | 총합 | 총합 |
| 시즌       | 구단            | 리그       | 출장 | 득점 | 출장 | 득점 | 출장   | 득점   | 출장     | 득점     | 출장 | 득점 |
| 일본       | 일본            | 일본       | 리그 | 리그 | FA컵 | FA컵 | 리그컵 | 리그컵 | 대륙대회 | 대륙대회 | 총합 | 총합 |
| ---------- | --------------- | ---------- | ---- | ---- | ---- | ---- | ------ | ------ | -------- | -------- | ---- | ---- |
| 2006       | 콘사돌레 삿포로 | J2         | 0    | 0    | 0    | 0    | -      | -      | -        | -        | 0    | 0    |
| 2007       | 콘사돌레 삿포로 | J2         | 5    | 1    | 0    | 0    | -      | -      | -        | -        | 5    | 1    |
| 2008       | 콘사돌레 삿포로 | J1         | 27   | 3    | 1    | 0    | 6      | 0      | -        | -        | 34   | 3    |
| 2009       | 콘사돌레 삿포로 | J2         | 41   | 7    | 1    | 0    | -      | -      | -        | -        | 42   | 7    |
| 2010       | 알비렉스 니가타 | J1         | 29   | 1    | 3    | 0    | 6      | 0      | -        | -        | 38   | 1    |
| 2011       | 가시마 앤틀러스 | J1         | 30   | 1    | 1    | 0    | 0      | 0      | 3        | 0        | 34   | 1    |
| 2012       | 가시마 앤틀러스 | J1         | 30   | 1    | 5    | 0    | 10     | 0      | -        | -        | 45   | 1    |
| 2013       | 가시마 앤틀러스 | J1         | 29   | 0    | 1    | 0    | 8      | 0      | -        | -        | 38   | 0    |
| 2014       | 가시마 앤틀러스 | J1         | 23   | 3    | 1    | 0    | 2      | 0      | -        | -        | 26   | 3    |
| 2015       | 가시마 앤틀러스 | J1         | 30   | 0    | 1    | 0    | 5      | 0      | 6        | 0        | 42   | 0    |
| 2016       | 가시마 앤틀러스 | J1         | 26   | 1    | 3    | 0    | 6      | 0      | -        | -        | 35   | 1    |
| 2017       | 가시마 앤틀러스 | J1         | 30   | 1    | 2    | 1    | 1      | 0      | 6        | 0        | 39   | 2    |
| 커리어통산 | 커리어통산      | 커리어통산 | 300  | 19   | 19   | 1    | 44     | 0      | 15       | 0        | 378  | 20   |

### 국가대표팀
| 일본 | 일본 | 일본 |
| 연도 | 출전 | 득점 |
| ---- | ---- | ---- |
| 2011 | 1    | 0    |
| 2012 | 0    | 0    |
| 2013 | 0    | 0    |
| 2014 | 0    | 0    |
| 2015 | 0    | 0    |
| 2016 | 0    | 0    |
| 2017 | 0    | 0    |
| 2018 | 0    | 0    |
| 2019 | 1    | 0    |
| 통산 | 2    | 0    |

## 타이틀

### 클럽
홋카이도 콘사돌레 삿포로
- J리그 디비전 2: 2007

가시마 앤틀러스
- J리그컵: 2011, 2012, 2015
- J리그컵 / 코파 수다메리카나 챔피언십: 2012, 2013
- J1리그: 2016
- 천황배 전일본 축구 선수권 대회: 2016

### 개인
- J리그 최우수골 상: 2014
- J리그 우수선수상: 2016